# Towarzystwo Języka Białoruskiego im. Franciszka Skaryny

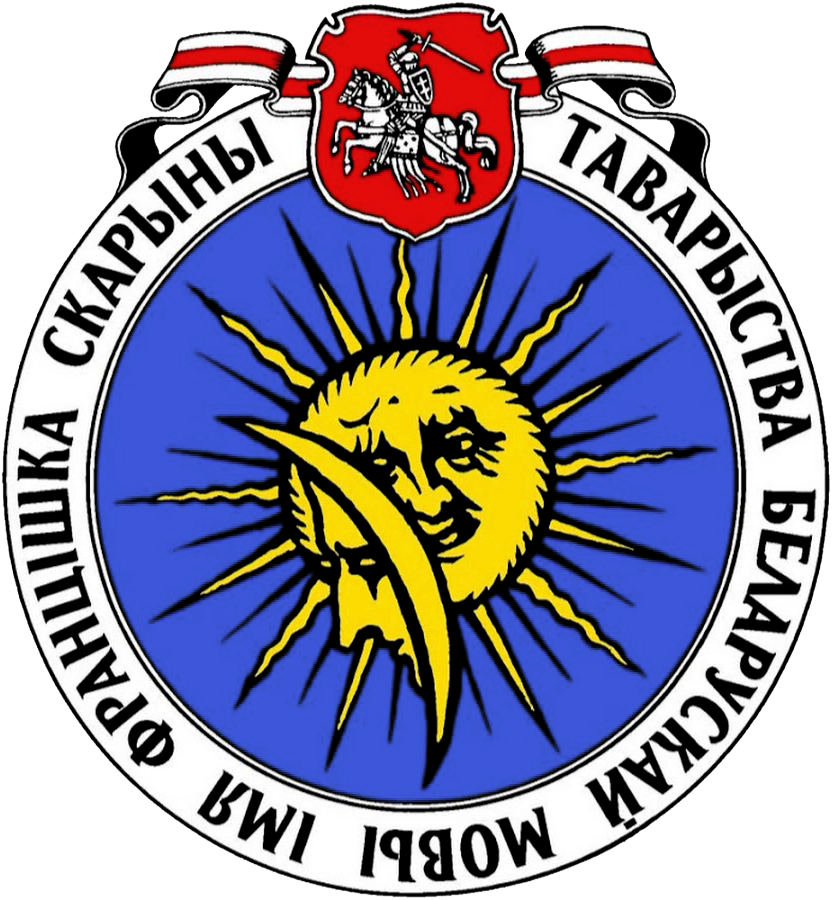

Towarzystwo Języka Białoruskiego im. Franciszka Skaryny (biał. Таварыства беларускай мовы імя Францішка Скарыны, ТБМ) — białoruska organizacja społeczna i kulturalna mająca za cel ochronę i popularyzację języka białoruskiego wśród mieszkańców Białorusi. 
Powstała w 1989 roku z inicjatywy Związku Białoruskich Pisarzy, Instytutu Językoznawstwa im. Jakuba Kołasa, Akademii Nauk Białoruskiej SRR, Towarzystwa „Radzima” oraz Instytutu Literatury im. Janki Kupały.
Do roku 2017 przewodniczącym stowarzyszenia był Aleh Trusau, potem jego pierwsza zastępczyni – Alena Anisim, deputowana do Zgromadzenia Narodowegi Republiki Białorusi.
8 listopada 2021 roku sąd białoruski podjął decyzję o likwidacji organizacji. 